# دوون
دوون (به انگلیسی: Devon) نام یکی از شهرستان‌های تشریفاتی و غیر شهری در ناحیه انگلستان است که در جنوب غربی این کشور واقع شده است.
این شهرستان در نوک شبه‌جزیرهٔ انگلستان قرار گرفته و از سمت شمال و غرب به کورن‌وال، از سمت جنوب به سرحد انگلستان و از سمت شرق به شهرستان‌های دورست و سامرست محدود شده‌است. جمعیت این شهر بالغ بر ۵۳۴٬۳۰۰ نفر و مساحت آن نیز ۳٬۵۶۳ کیلومتر مربع است.

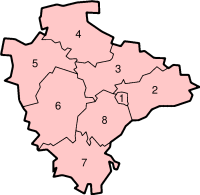